# Фроловский (Карачаево-Черкесия)
Фроловский — хутор в Зеленчукском районе Карачаево-Черкесской республики России. Входит в состав муниципального образования Исправненское сельское поселение.

## География
Расположен в горной части республики, на реке Большой Зеленчук.
Уличная сеть
состоит из 8 географических объектов: 
- Переулки: Веселый пер., Кооперативный пер., Ручейный пер., Северный пер., Трудовой пер., Южный пер.
- Улицы: ул. Набережная, ул. Шоссейная

Географическое положение
Расстояние до:
районного центра Зеленчукская 46 км
республиканского центра Черкесск 40 км.

## Население
| 2002 | 2010 | 2021 |
| ---- | ---- | ---- |
| 308  | ↘195 | ↗199 |

## Инфраструктура
Почтовое отделение 369165 (ул. Шоссейная, 26).
"Фельдшерско-акушерский пункт х. Фроловский"

## Транспорт
Автодорога «Черкесск-Исправная-Сторожевая».